# باول ستيوارت (مؤرخ)
باول ستيوارت (بالإنجليزية: Paul Stewart)‏ هو مؤرخ أمريكي، ولد في 18 ديسمبر 1926، وتوفي في 12 نوفمبر 2015 في أورورا في الولايات المتحدة.